# Wedge Antilles
Wedge Antilles è un personaggio immaginario della celebre saga di Guerre stellari, ideato da George Lucas e interpretato da Denis Lawson.
È un pilota di X-wing di leggendaria bravura, nonché comandante del Rogue Squadron dell'Alleanza Ribelle.

## Storia

### Serie principale
Proveniente dal pianeta Corellia, Wedge Antilles diventò un pilota di TIE prima di disertare dall'Impero Galattico e divenire un membro dell'Alleanza Ribelle; mentre i piloti dell'Alleanza Ribelle si stavano preparando a partire per la battaglia di Scarif, egli li informò via radio sulla loro reale destinazione.
Nell'anno 0 del Calendario Galattico Standard prese parte alla battaglia di Yavin, pilotando un X-wing del Rogue Squadron con il nome in codice Rosso Due. Antilles si difese bene in battaglia, distruggendo sei diversi TIE dell'Impero Galattico, e seguì Luke Skywalker all'interno del canalone centrale della Morte Nera; nonostante fosse stato colpito da un TIE nemico, riuscì comunque a fuggire dall'esplosione della stazione causata dal jedi. Una volta tornato alla base, aiutò Skywalker a proteggere la base di Yavin IV dagli attacchi dell'Impero Galattico e fece evacuare il personale in sicurezza.
Nell'anno 3 ABY prese parte alla battaglia di Hoth, pilotando un T-47 modificato e abbattendo da solo un AT-AT; al termine del conflitto, utilizzò un X-Wing per scortare l'ultimo trasporto dell'Alleanza Ribelle. Dopo che Luke Skywalker abbandonò il Rogue Squadron per continuare il suo addestramento con Yoda sul pianeta Dagobah, Antilles fu nominato comandante del gruppo e cambiò il suo nome in codice in Capo Rosso.
Nell'anno 4 ABY prese parte alla battaglia di Endor, guidando una delle quattro divisioni principali della flotta dell'Alleanza Ribelle. A bordo del suo X-Wing, entrò nella struttura della seconda versione della Morte Nera insieme al Millennium Falcon di Lando Calrissian, riuscendo a colpire gli obiettivi primari e a distruggerla; ciò lo rese l'unico pilota ad essere sopravvissuto ad entrambi gli scontri con le due versioni della Morte Nera.
Una volta ristabilita la Nuova Repubblica, fondò un'accademia per giovani piloti su Hosnian Prime, diventando maestro di volo di Poe Dameron.
Nell'anno 35 ABY partecipò alla battaglia di Exegol come cannoniere del Millennium Falcon, su richiamo di Calrissian, per affrontare la flotta di Palpatine.

### Universo espanso
La vita iniziale di Wedge era divisa tra la scuola su Corellia e il lavoro sulla stazione spaziale Gus Treta con la sua sorella maggiore Syal, mentre i suoi genitori Jagged e Zena gestivano una stazione di rifornimento. Syal fuggì da casa quando Wedge aveva 7 anni e non si videro più fino alla battaglia di Endor. Wedge spese metà di ogni anno in una scuola di Corellia e l'altra metà sulla stazione orbitale, imparando a pilotare.
Negli anni successivi alla battaglia di Endor Wedge andò in battaglia contro gli ssi-ruuk assieme allo Squadron con i compagni Tycho Celchu e Wes Janson. Antilles partecipò anche alla difesa dagli attacchi dei Nagai e dei Tof, svolgendo in seguito molte missioni importanti; la più importante, che prevedeva la cattura del "Gran Visir" Sate Pestage, sfortunatamente non ebbe successo.
Wedge divise temporaneamente lo Squadron dopo l'insuccesso e partecipò in diversi eventi di pubbliche relazioni in favore della Repubblica. Wedge ricompose lo Squadron nel 6,5 ABY reclutando nuovi membri, tra cui Corran Horn, Ooryl Qrygg, e Gavin Darklighter, che diventò il leader della squadra durante la guerra degli yuuzhan vong.
Nelle missioni successive Wedge condusse la squadra alla riconquista di Borleias, una zona importante da cui far partire l'assalto su Coruscant. Con le difese del pianeta maggiori del previsto, la squadra ritornò con un piano diverso formulato da Corran Horn. Nella battaglia Horn rimase sul pianeta, e Wedge scoprì con stupore che il suo amico era rimasto vivo, e che era stato riportato indietro alla base principale da Tycho Celchu e Mirax Terrik.
Grazie alla cattura di Borleias, l'alleanza fu pronta per assaltare Coruscant. Wedge liberò alcuni membri dell'organizzazione criminale Sole Nero da Kessel e li mise su Coruscant per dar fastidio all'Impero, comandato da Ysanne Isard. Wedge, sotto la falsa identità di "Colonnello Antar Roat", ispezionò la capitale assieme a Pash Cracken per cercare di trovare un modo di spegnere gli scudi planetari per avviare una invasione. Wedge aveva piazzato segretamente su Coruscant il compagno Tycho Celchu per avere le spalle coperte. Wedge venne riconosciuto da molti come il "Conquistatore di Coruscant" e fu il principale oratore durante il funerale di Corran Horn, creduto morto a causa di un evento non chiaro. Su Coruscant Wedge incontrò la sua futura moglie Iella Wessiri. Nelle settimane successive Wedge compì diverse missioni minori, tra cui il trasporto di bacta e una missione diplomatica su Ryloth per salvare Tycho dalle accuse di omicidio e tradimento. Wedge e il resto della sua squadra lasciarono i propri impegni per combattere nel conflitto conosciuto come guerra del bacta contro Ysanne Isard.
Antilles, operando dalla stazione spaziale sopra Yag'Dhul, portò la squadriglia Rogue in una campagna che ebbe successo e permise di catturare uno star destroyer imperiale, causò la caduta del prezzo del Bacta, e mise fine al governo di Ysanne Isard. Dopo la fine della guerra del Bacta Wedge e i suoi compagni ritornarono nei ranghi della Nuova Repubblica. Dopo la sconfitta di Zsinj Wedge condusse la squadriglia nella campagna militare contro il Grand'ammiraglio Thrawn. Wedge combatté anche nelle battaglie di Sluis Van e della flotta Katana. Dopo la caduta di Coruscant, Antilles riconfigurò la squadriglia in una unità multicombattente, creando una forza militare dotata di V-wing, B-wing, ed E-wing, con oltre 100 caccia stellari in totale. Wedge partecipò alle battaglie di Mon Calamari e di Phaeda, lasciando in seguito il comando della flotta mantenendo comunque il rango, ritornando alle attività di pilota e agente.
Nell'11 ABY, Wedge preparò la missione verso l'Ammasso del Maw per salvare i prigionieri Wookiee.
Nel 13 ABY Wedge si ritrovò nel ruolo di diplomatico assieme a Tycho Celchu, Wes Janson e Hobbie Klivian in missione sul pianeta Adumar. Anche con un leader dell'Intelligence corrotto e cento caccia contro di essi, riuscirono a convincere gli abitanti di Adumar a schierarsi con la Repubblica, unificando così il pianeta. Wedge partecipò alla battaglia di Adumar, che concluse la minaccia Imperiale sul pianeta e causò la diserzione dell'Ammiraglio Teren Rogriss. Wedge incontrò di nuovo Iella Wessiri sul pianeta, e le propose di sposarlo; accettando la sua offerta Wedge sposò la donna dopo l'incidente di Adumar.
Wedge comandò una flottà della Nuova Repubblica nella Battaglia di Almania nel 17 ABY. Wedge capì che gli star destroyer nemici erano controllati da droidi e riuscì a scoprire un punto debole per vincere la battaglia. Sotto il comando di Garm Bel Iblis, Wedge e Corran Horn cercarono indizi riguardo all'organizzazione "Vendetta" su Bothawui durante la crisi del documento di Caamas nel 19 ABY. Wedge si ritirò dell'Aviazione al termine della Guerra Civile Galattica. Da Iella ricevette due figlie, Syal e Myri.
Con l'inizio della guerra degli yuuzhan vong, la Nuova Repubblica chiese a Wedge di riprendere il proprio ruolo nella milizia. Riprendendo il vecchio rango di generale, Antilles venne messo al comando di una delle tre flotte di difesa a Coruscant.
Nelle battaglie che seguirono, Antilles riuscì a fuggire in un X-wing abbandonato e a distruggere una squadra di coralskippers senza il droide astromeccanico di supporto. Anche se la sua flotta era stata seriamente danneggiata, la Repubblica contò la battaglia di Borleias come un successo, in quanto i Vong impiegarono mesi per conquistare il pianeta, dando il tempo ai sopravvissuti di riunirsi. Antilles continuò a partecipare alla guerra e fu presente durante la liberazione di Coruscant.
Wedge si ritirò alla fine della guerra contro i Vong, e non partecipò alla Guerra dello Sciame. Quando aumentarono i conflitti tra l'Alleanza Galattica e il pianeta Corellia, Wedge decise inizialmente di non schierarsi da alcuna parte. Dopo che agenti della alleanza giunsero a casa sua e lo portarono a Coruscant per essere rinchiuso in cella, la sua decisione si fece facile. Dopo la fuga, prese parte alla Difesa Corelliana con il grado di Generale diventando il coordinatore del ministero della guerra. Wedge escogitò un piano per assaltare il pianeta Tralus in maniera da non uccidere un grande numero di civili corelliani. Assieme ad Ian Solo comandò le forze corelliane nella battaglia di Tralus dove dovette affrontare la sua figlia Syal. Wedge era in aperto disaccordo con alcune azioni pianificate dal cugino di Ian, Thrackan Sal-Solo.

## Personaggio

### Interpreti
Denis Lawson ha interpretato Wedge in tutti e tre i film della trilogia originale, eccetto in una scena di Una nuova speranza. Nella scena riguardante il briefing pre-battaglia di Yavin IV, Luke parla brevemente con un personaggio seduto vicino a lui. Nel film e nella trama romanzata il personaggio viene identificato come Wedge; ma alcuni credono che, siccome questo personaggio non era stato interpretato da Denis Lawson nella scena, egli sia uno degli anonimi piloti ribelli. Alcuni fan si riferiscono a questo personaggio come "Falso Wedge". Nel 2005 Pablo Hidalgo ha confermato che Colin Higgins ha interpretato Wedge nella scena citata.
Nel primo, la voce di Lawson è stata doppiata da David Ankrum, mentre Lawson ha usato la sua stessa voce nei successivi film, mascherando il suo naturale accento scozzese imitando l'accento americano. La voce di Wedge è stata data da Don Scardino nella versione radiofonica di L'Impero colpisce ancora e da Jon Matthews in Il ritorno dello Jedi. Lawson è poi ritornato a interpretare Wedge prestandogli la voce nel videogioco Star Wars: Rogue Squadron II: Rogue Leader.

### Continuità
I fan di Guerre stellari spiegano la popolarità di Wedge Antilles identificandolo come un personaggio minore che sopravvive in tutti i film della trilogia originale senza l'aiuto della Forza, che permette agli altri personaggi più importanti di evitare i pericoli e sfuggire alla morte; è anche l'unico pilota che sopravvive all'incontro a fuoco con entrambe le versioni della Morte Nera.
Esiste un termine creato dai fan di Guerre stellari, "Wedge character", che indica un personaggio ricoprente un ruolo minore con nessuna trama particolare alle spalle e che riesce a sopravvivere in diverse situazioni mortali; il contrario è il Redshirt, il cui unico scopo è morire in poco tempo dopo essere stato introdotto nella storia.

### Altri media
Nella popolare serie di videogiochi Final Fantasy a partire dal Sesto capitolo sono presenti all'interno dei giochi due personaggi, che solitamente ricoprono il ruolo di soldati o comunque un'attività paramilitare, chiamati Wedge e Biggs, anche questo nome ripreso da un pilota ribelle della trilogia, caratteristica presenza che viene ripresa anche in numerosi spin-off della saga e in altri giochi prodotti da Square Enix.